# Мамедов, Гамид Джафар оглы
Гамид Джафар оглы Мамедов (азерб. Həmid Cəfər oğlu Məmmədov; 3 мая 1923 года, Нахичеванская АССР — 21 мая 1997 года, Шарурский район) — советский азербайджанский табаковод, Герой Социалистического Труда (1951).

## Биография
Родился 3 мая 1923 года в селе Хок Нахичеванской АССР (ныне Кенгерлинский район Нахичеванской АР Азербайджана).
Начал трудовую деятельность звеньевым в 1941 году в совхозе имени Азизбекова Ильичевского района. Позже бригадир и заведующий фермой. С 1974 работал санитаром-техником на этом же совхозе.
В 1948 году достиг высоких показателей в области табаководства.
Указом Президиума Верховного Совета СССР от 14 марта 1949 года за получение высоких урожаев табака Мамедову Гамиду Джафар оглы присвоено звание Героя Социалистического Труда с вручением ордена Ленина и золотой медали «Серп и Молот».
Скончался 21 мая 1997 года в родном селе.